# Флаги Астраханской области
Список флагов муниципальных образований Астраханской области Российской Федерации.
На 1 января 2020 года в Астраханской области насчитывалось 141 муниципальное образование — 2 городских округа, 11 муниципальных районов, 11 городских и 117 сельских поселений.

## Флаги городских округов
| Флаг | Наименование                                                         | Дата утверждения | Номер в ГГР |
| ---- | -------------------------------------------------------------------- | ---------------- | ----------- |
|      | Флаг муниципального образования города Астрахани                     | 2 декабря 1997   | 281         |
|      | Флаг муниципального образования «ЗАТО Знаменск Астраханской области» | 26 января 2006   | 2118        |

## Флаги муниципальных районов
| Флаг | Наименование                                         | Дата утверждения | Номер в ГГР |
| ---- | ---------------------------------------------------- | ---------------- | ----------- |
|      | Флаг муниципального образования «Ахтубинский район»  | 28 июня 2007     | 3521        |
|      | Флаг муниципального образования «Володарский район»  | 24 февраля 2000  | 630         |
|      | Флаг муниципального образования «Енотаевский район»  | 27 декабря 2007  | 3961        |
|      | Флаг муниципального образования «Красноярский район» | 24 ноября 1998   | 416         |

| Флаг | Наименование                                          | Дата утверждения | Номер в ГГР |
| ---- | ----------------------------------------------------- | ---------------- | ----------- |
|      | Флаг муниципального образования «Лиманский район»     | 23 декабря 2003  | 1424        |
|      | Флаг муниципального образования «Наримановский район» | 17 марта 2021    |             |
|      | Флаг муниципального образования «Харабалинский район» | 12 октября 2007  | 3921        |
|      | Флаг муниципального образования «Черноярский район»   | 31 октября 2019  | 12703       |

## Флаги городских поселений
| Флаг | Наименование                                                                   | Дата утверждения | Номер в ГГР |
| ---- | ------------------------------------------------------------------------------ | ---------------- | ----------- |
|      | Флаг муниципального образования «Город Ахтубинск» Ахтубинского района          | 29 мая 2013      | 8395        |
|      | Флаг муниципального образования «Посёлок Нижний Баскунчак» Ахтубинского района | 7 февраля 2020   | 12863       |

| Флаг | Наименование                                                           | Дата утверждения | Номер в ГГР |
| ---- | ---------------------------------------------------------------------- | ---------------- | ----------- |
|      | Флаг муниципального образования «Город Харабали» Харабалинского района | 16 мая 2006      | 2475        |

## Флаги сельских поселений
| Флаг | Наименование                                                                  | Дата утверждения | Номер в ГГР |
| ---- | ----------------------------------------------------------------------------- | ---------------- | ----------- |
|      | Флаг муниципального образования «Байбекский сельсовет» Красноярского района   | 29 июля 2011     | 6962        |
|      | Флаг муниципального образования «Село Болхуны» Ахтубинского района            | 20 февраля 2020  | 12968       |
|      | Флаг муниципального образования «Заволжский сельсовет» Харабалинского района  | 14 октября 2011  | 7313        |
|      | Флаг муниципального образования «Золотухинский сельсовет» Ахтубинского района | 15 декабря 2015  | 10682       |

| Флаг | Наименование                                                                   | Дата утверждения | Номер в ГГР |
| ---- | ------------------------------------------------------------------------------ | ---------------- | ----------- |
|      | Флаг муниципального образования «Красноярский сельсовет» Красноярского района  | 5 мая 2000       | 652         |
|      | Флаг муниципального образования «Сасыкольский сельсовет» Харабалинского района | 14 февраля 2011  | 6964        |
|      | Флаг муниципального образования «Степновский сельсовет» Красноярского района   | 27 декабря 2007  | 3851        |
|      | Флаг муниципального образования «Черноярский сельсовет» Черноярского района    | 8 февраля 2011   | 6894        |

## Флаги упразднённых муниципальных образований
| Флаг | Наименование                                                                 | Дата утверждения | Номер в ГГР | Примечания |
|      | Флаг муниципального образования «Аксарайский сельсовет» Красноярского района |                  |             | Законом Астраханской области от 17 июня 2016 года № 35/2016-ОЗ, 1 октября 2016 года был упразднён «Аксарайский сельсовет» вместе с единственным населённым пунктом посёлком Аксарайский. |